# 로자 룩셈부르크
로자 룩셈부르크(독일어: Rosa Luxemburg, 문화어: 로자 룩셈부르그, 1871년 3월 5일 ~ 1919년 1월 15일)는 폴란드 출신의 독일 마르크스주의, 정치이론가이며 사회주의자, 철학자 또는 혁명가이며, 레닌주의 비판자이다.
그녀는 독일 사회민주당(SPD)과 이후의 독일 독립사회민주당(USPD)의 사회 민주주의 이론가였다. 그녀는 신문 〈적기(赤旗)〉를 창간했고 나중에 독일 공산당(KPD)이 된 마르크스주의자 그룹 스파르타쿠스 연맹을 공동으로 조직하여 1919년 1월에 베를린에서 반란을 기도하였으나 실패하였다. 그녀의 지도 아래 수행된 사건은 자유군단에 의해 진압되었고, 룩셈부르크와 수백 명의 스파르타쿠스 조직은 체포되어 고문당하고 살해되었다.

## 생애

### 학문과 정치활동
로자 룩셈부르크는 폴란드 남동부 자모시치 지방에서 로잘리아 룩센부르크(폴란드어: Rozalia Luxenburg)라는 이름으로 태어났다. 그녀의 집안은 유대계였고 자유주의적 지적 분위기를 가졌으며 경제적으로도 유복한 가정이었다. 오남매 중 막내였으며, 다섯 살 때 병을 앓아 엉덩이 통증으로 인해 잘 걷지 못했다고 한다. 그녀가 어릴 적 그녀의 가족은 바르샤바로 이주했고 그녀는 그 곳에서 학창시절을 보내게 된다.
그녀는 동유럽 유대인의 세계시민주의의 분위기 속에서 성장했다. 이는 그녀가 폴란드어, 러시아어, 독일어, 프랑스어를 유창하게 말하고 썼으며 영어와 이탈리아어도 능숙하게 구사했다는 점에서 드러난다. 또 그녀는 독일적 부르주아지 전통 속에서 성장했지만 고등학교를 졸업하던 해에 제정 러시아 정부의 반정부주의자 탄압에 분노하여 정치적으로 크게 선회한다. 그녀는 유대 혁명 서클에 가담해 반정부활동을 적극적으로 펼쳤던 것이다. 러시아 정부의 수배로 인해 그녀는 스위스로 망명하게 된다.
스위스 취리히 대학 철학부는 그녀가 여자이며 유대인이라고 해서 입학을 거부하지 않는 곳이었다. 다음해 그녀는 법학부로 학적을 옮겼고 국민경제학과 공법학에 대해 공부했다. 이 곳에서 그녀는 마르크스주의자로서의 길을 걷기 시작한다. 그녀의 박사학위 논문은 폴란드의 산업 발전에 관한 것이었고, 마르크스주의자로서의 정치적 활동도 시작한다. 1898년에는 제2차 인터내셔널의 가장 큰 정당인 독일 사회민주당에 입당했고, 그 해 슈투트가르트에서 있었던 전당대회에서부터 그녀는 두각을 나타내게 된다.

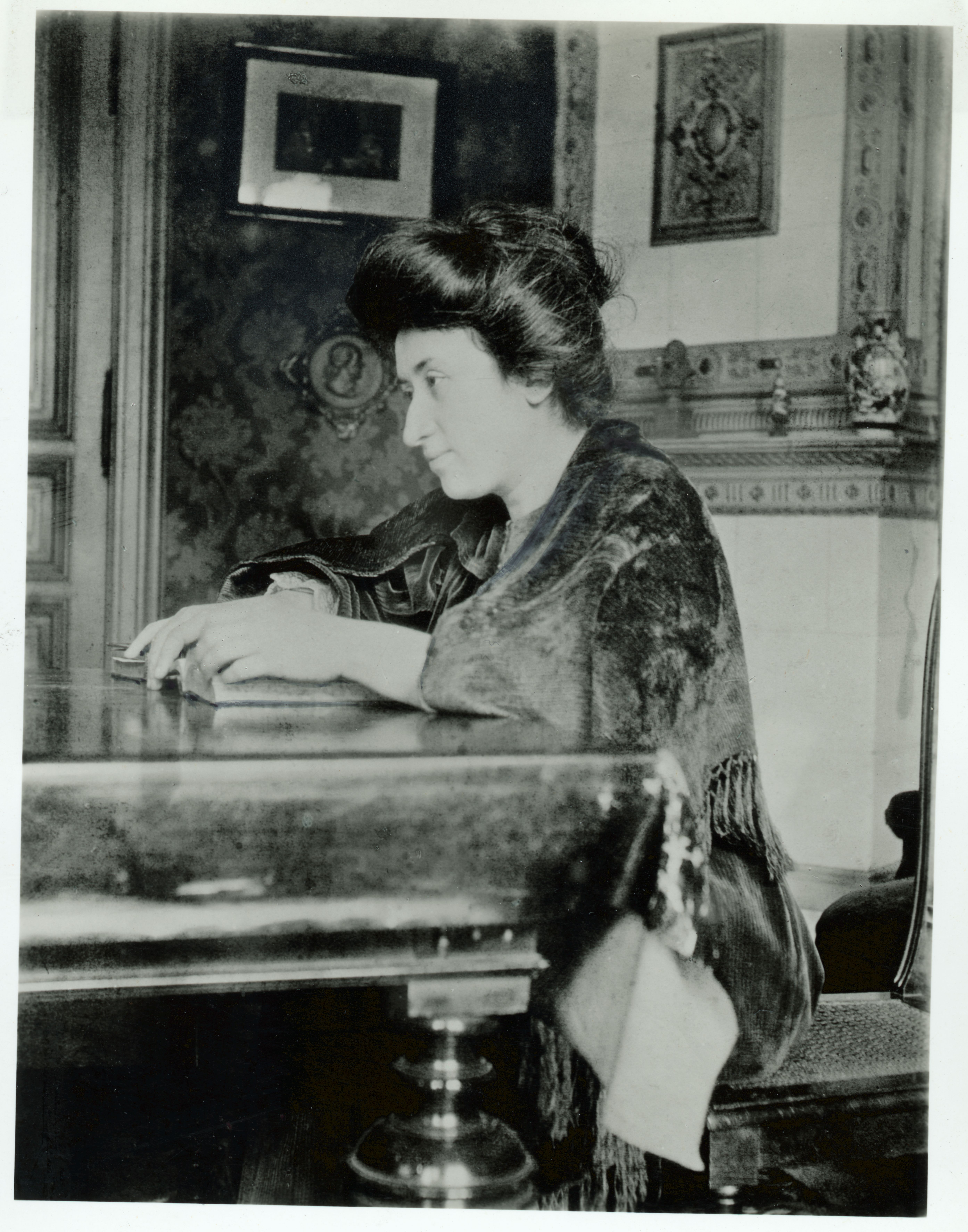
로자 룩셈부르크(1907)

1905년의 1차 러시아 혁명은 그녀의 입장을 급진화시키는 계기가 되었다. 그녀는 바르샤바로 달려가 투쟁에 동참했으며, 그로 인하여 러시아 정부에게 1906년 두 달의 금고형을 선고받기도 했다. 1911년에는 인터내셔널 사회주의국의 구성원이 되었으며, 1914년 2월에는 반 군국주의 연설을 한 죄목으로 인해 독일 정부에 의해 1년 징역형을 선고받기도 했다. 이 형은 1915년 3월부터 집행된다.

### 스파르타쿠스 봉기 가담
1916년 2월에는 일시적으로 출옥했지만 다시 그해 7월부터 1918년 11월까지 보호관찰처분을 받는다. 그러나 그녀는 그 와중에도 정치활동을 계속했다. 그녀는 개량주의적이고 관료적인 독일 사민당을 비판하며 급진 좌파 세력을 이끌었고 이어 결성된 스파르타쿠스 연맹의 지도부에 참여했다. 룩셈부르크는 스파르타쿠스 연맹 기관지인 《붉은 깃발》의 필자 중 한 명이었으며 1918년 12월 말 독일 공산당 창립 총회에서 연설을 행하기도 했다. 1919년 1월에는 스파르타쿠스 연맹의 봉기에 막후에서 참여하게 된다. 1919년 1월 15일 밤 이른바 의용군에게 체포된 룩셈부르크는 심한 욕설과 함께 개머리판에 가격당하고 살해되었고 시체는 란트베어 운하 속으로 던져져 1919년 5월 31일까지 그 속에 잠겨 있었다.
이러한 박해와 암살은 그녀의 동지들이었던 카를 리프크네히트, 레오 요기헤스, 후고 하세, 쿠르트 아이즈너 등에게도 가해진 일이었다. 로자 룩셈부르크의 시신은 사망한 지 90년 만에 베를린의 자선병원 지하실에서 발견되었다. 그래서 기존의 로자 룩셈부르크의 묘가 엉뚱한 사람의 묘일지도 모른다는 것이 논란에 휩싸여 있다.

## 수정주의 논쟁
로자 룩셈부르크의 베른슈타인 비판은 카를 카우츠키와 공동 노선을 취하면서도 카우츠키와는 또 다른 미묘한 차이를 보였다. 베른슈타인은 자본 집중과 집적, 독점화가 나타나지만, 동시에 주식회사라는 독특한 조직이 부의 분산화 현상에 기여한다는 것에 주목했던 것이다. 그리고 그 과정에서 소유와 경영의 분리가 나타나게 된다고 보았다(현대 이런 모습들이다).
룩셈부르크와 카우츠키는 기존의 마르크시즘을 옹호하면서 자본주의의 생명력에 대해 설명해야 했다. 엄연히 실제 눈앞에서 벌어지는 현상이었던 것이다. 이 문제를 해결하기 위해 카우츠키는 과소 소비론을, 룩셈부르크는 자본 축적론을 주장하였다. 이 이론들은 당시 자본주의 국가들의 세계 팽창과 자본주의의 생명력 사이의 관계를 규명하고자 한 이론들이었다.
룩셈부르크의 자본축적론은 자본주의가 현 단계에서 생존해 나가면서도 궁극적으로는 몰락할 수밖에 없는 이유를 제시코자 한 이론이다. 그에게 자본주의는 폐쇄적인 경제체제로 끊임없는 억압과 착취를 통해 잉여를 창출하지 않으면, 살아날 수 없는 것이었다. 잉여 자본을 투자하고, 확대 재생산할 수 있게 하는 요인은 전자본주의적 생산양식을 자본주의적 생산양식으로 흡수, 통합해나가는 과정속에서 생명을 유지해 나가는 것이다. 결국 언젠가는 자본주의가 흡수통합할 전자본주의적 세계가 남아있지 않게되면 자본주의는 더 이상 확대재생산할 수 없기에 자본주의는 붕괴된다고 주장했다. 여기서 ‘전자본주의적 생산양식’은 식민지를 생각하면 된다. 그러나, 비록 사민당이 카우츠키의 이론을 공식 당론으로 선택했지만, 당 내부는 이미 베른슈타인의 이론에 쏠리는 중이었다. 베른슈타인은 공식 석상에서는 논쟁에 패했지만, 실제로 당은 베른슈타인의 수정주의 노선을 걷고 있었다.
제1차 세계대전 후에 룩셈부르크가 독일 공산당을 창당한 것도 이러한 배경들이 쌓이고 쌓인 때문이었다.

## 저작
- 《자본의 축적》, 1913년
- 《사회 개혁이냐 혁명이냐》-한국어판 있음.(책세상 고전시리즈로 소개됨.)
- 《사회민주주의의 위기》
- 《러시아 혁명》

## 같이 보기
- 10월 혁명, 1917년
- 독일 11월 혁명, 1918년
- 독일 사민당(SPD)
- 독일 공산당(KPD)
- 독일 독립사회민주당(USPD)
- 스파르타쿠스 연맹